# Открытые биомедицинские онтологии
Открытые биомедицинские онтологии (OБO, англ. Open Biomedical Ontologies, ранее использовался термин англ. Open Biological Ontologies — Открытые Биологические Онтологии) — инициатива научного сообщества по выработке единого понятийного аппарата в различных отраслях биологии и медицины.

## OBO Foundry
Основу библиотеки биомедицинских онтологий составляет OBO Foundry — совместный эксперимент с участием группы разработчиков онтологий, которые согласовали набор принципов, обобщающий лучшие практики разработки онтологий. Эти принципы призваны способствовать интероперабельности онтологий в более широких рамках биомедицинских онтологий, а также обеспечить постепенное повышение качества и формальной строгости в дальнейшей разработке онтологий.

## Другие проекты в сфере биомедицинских онтологий

### Ontology Lookup Service
Ontology Lookup Service является спин-оффом проекта PRIDE, который требует централизованного интерфейса для запроса онтологии и поиска по ключевым словам. Хотя многие онтологии доступны в онлайновых сервисах, каждый из этих сервисов имеет собственный формат интерфейса запроса и вывода данных. Ontology Lookup Service
предоставляет интерфейс веб-сервиса для запроса многих онтологий из одного места с унифицированным форматом вывода данных.

### Консорциум генной онтологии
Целью Консорциума генной онтологии является создание базы терминов, которые могут быть применены ко всем организмам при условии, что знания о генах и роли белка в клетках постоянно накапливаются и изменяются. Генная онтология поддерживает три структурированных сети терминов для описания атрибутов генетических продуктов.

### Онтологии секвенирования
«Онтологии секвенирования» является частью проекта «Генная онтология», целью которого является разработка онтологии, подходящей для описания биологических последовательностей. Это результат совместных усилий ряда центров генетических исследований, таких как WormBase, the Berkeley Drosophila Genome Project, FlyBase, the Mouse Genome Informatics group и Sanger Institute.

### Generic Model Organism Database
Generic Model Organism Database (GMOD) — результат совместных усилий по моделированию баз данных организма со стороны WormBase, FlyBase, MGI, SGD, Gramene, Rat Genome Database, EcoCyc и TAIR с целью разработки многократно используемых компонентов для создания новых баз данных в сфере биомедицины.

### Стандарты и онтологии для функциональной геномики (SOFG)
SOFG является веб-сайтом и коммуникационной площадкой для объединения усилий биологов, биоинформатиков и специалистов в области компьютерных наук для разработки и использования стандартов и онтологий, с упором на описание высокотехнологичных экспериментов в области геномики.

### FGED
Сообщество «Данные функциональной геномики» (англ. Functional Genomics Data, FGED) является международной организацией биологов, ученых-компьютерщиков и аналитиков, целью которой является содействие обмену данными, полученными в результате экспериментов по функциональной геномике.

### Онтология для биомедицинских исследований
«Онтология для медико-биологических исследований» (Ontology for Biomedical Investigations, OBI) является открытым ресурсом, объединяющим онтологии для описания биологических и клинических исследований. OBI предлагает форматы для исследования, протоколы, форматы данных и используемых материалов. Проект разрабатывается в рамках OBO Foundry и, таким образом, придерживается всех его принципов, в частности, ортогонального покрытия (то есть четкого разграничения между используемыми онтологиями) и использования общих формальных языков. Общей формальный язык в OBI — это Web Ontology Language (OWL).

### Plant ontology
Консорциум Plant ontology ориентирован на создание, развитие и обмен данными в сфере онтологий, которые описывают растения и живые структуры в стадии роста/развития. Проект способствует получению данных по запросам из многомерных баз данных, способствуя последовательному использованию этих онтологий в описании тканей, генов, белков и фенотипов в стадии роста организмов.

### Phenoscape
Phenoscape — проект по созданию базы данных по фенотипу вида Osteriophysi (большой группы костистых рыб). Данные получены с помощью описаний, которые объединяют термины из Онтологии анатомии, Таксономической Онтологии и качественные термины из the PATO ontology of phenotype qualities. Используется также ряд других онтологий OBO. Онтология анатомии была разработана на основе онтологий информационной сети Zebrafish Information Network.

## Открытые биомедицинские онтологии и семантический Web

### OBO и OWL Roundtrip преобразования
Благодаря усилиям сообщества был разработан общий стандарт отображения информации, позволяющий осуществлять преобразование данных из формата OBO в OWL без существенных потерь.